# Léa Stein
Léa Stein (* 11. Februar 1936 in Paris) ist eine französische Schmuckdesignerin. Sie entwirft Modeschmuck aus laminiertem, buntem Celluloseacetat. Zu ihren bekanntesten Entwürfen zählen Broschen in Form von stilisierten Tieren, bunte Knöpfe und Haarkämme sowie Armbänder und Haarspangen. Léa Stein greift bevorzugt stilistisch Formen des Art déco auf. Sie gehört zu den innovativsten Designern von Kunststoffmodeschmuck des 20. Jahrhunderts. Ihre Entwürfe sind heute weltweit in einflussreichen Designmuseen zu finden.

## Leben
Nach Abschluss der schulischen Ausbildung studierte Léa Stein Angewandte Kunst in Paris. Nach der Heirat mit dem Chemiker Fernand Steinberger im Jahr 1954 begann sie mit Kunststoffmaterialien zu experimentieren. Zunächst arbeitete sie für kurze Zeit im Modeatelier von Coco Chanel. Anschließend eröffnete sie Ende der 1950er Jahre in Belleville ein eigenes Modetelier. Ihr Ehemann unterstützte sie bei der technischen Umsetzung ihrer kreativen Ideen. Das Ehepaar entwickelte einen Prozess, um sehr dünne Platten aus farbigem Celluloseacetat, Rhodoid oder Secoid miteinander zu laminieren. Diese Kunststofflaminate wurden in Öl fest zusammen verbacken und nach dem Abkühlen in  Formen geschnitten. In diese Kunststoffe arbeitete die Künstlerin auch verschiedene andere Materialien, wie Stoff, Brokat, Spitze, Perlmutt oder Metall ein und erzeugte somit strukturierte Kunststoffoberflächen. Die Kunststoffe, die sie anschließend zu Modeschmuck verarbeitete, waren mitunter aus bis zu 50 dünnen Celluloseacetat-Schichten aufgebaut. Die Erzeugung derartiger Kunststoffplatten war ein langwieriger Prozess und konnte mehrere Wochen bis Monate in Anspruch nehmen.
Aus den bunten Kunststoffen fertigte sie ab 1967 zunächst Knöpfe, später Armreifen, Haarschmuck und vor allem Broschen an. Der Erfolg ihrer Entwürfe Ende der 1960er bis Anfang 1970er Jahre führte zu einer Expansion ihrer Produktion. Die bunten Entwürfe für Kunststoffarmreifen und Broschen entsprachen dem Zeitgeist, so dass sie ihren Schmuck in Kaufhäusern und Boutiquen verkaufen konnte. Für die französische Kinderserie l´ile aux enfants fertigte sie in den 1970er Jahren Buttons und Anstecker mit den beliebten Figuren der Fernsehserie an.
Anfang der 1980er Jahre brach der Absatz von Kunststoffmodeschmuck ein und Léa Stein verkaufte ihre Firmenanteile an einen amerikanischen Investor, der ihre Kollektion besonders in Amerika überaus erfolgreich vermarktete. Aufgrund des kommerziellen Erfolgs wurde sie mit dem Titel Famous designer of french jewelery ausgezeichnet.
Im Jahr 1988 nahm Léa Stein die eigene Schmuckproduktion wieder auf. Neben bewährten Modellen in neuen Farbkombinationen stellte sie auch neue Entwürfe, u. a. die Fuchs- und Katzenkopfohringe, Ric the terrier, die Attila-, Gomina- und Bacchus-Cats und zahlreiche Eulen- und Uhu-Designs vor.
Die Schmuckentwürfe von Léa Stein finden sich heute in zahlreichen Design- und Schmuckmuseen, wie unter anderem im Cooper-Hewitt Smithsonian Design Museum, im  Museum of Design in Plastic, im Denver Art Museum oder im World Jewellery Museum in Seoul. Einige ihrer Broschen aus dem Besitz von Madeleine Albright wurden 2012 in der Ausstellung Read my pins - The Madeleine Albright Collection gezeigt, unter anderem die Entwürfe Foxy Lady, Black and White Turtle, Wise Owl oder Polar Bear.

## Arbeiten (Auswahl)

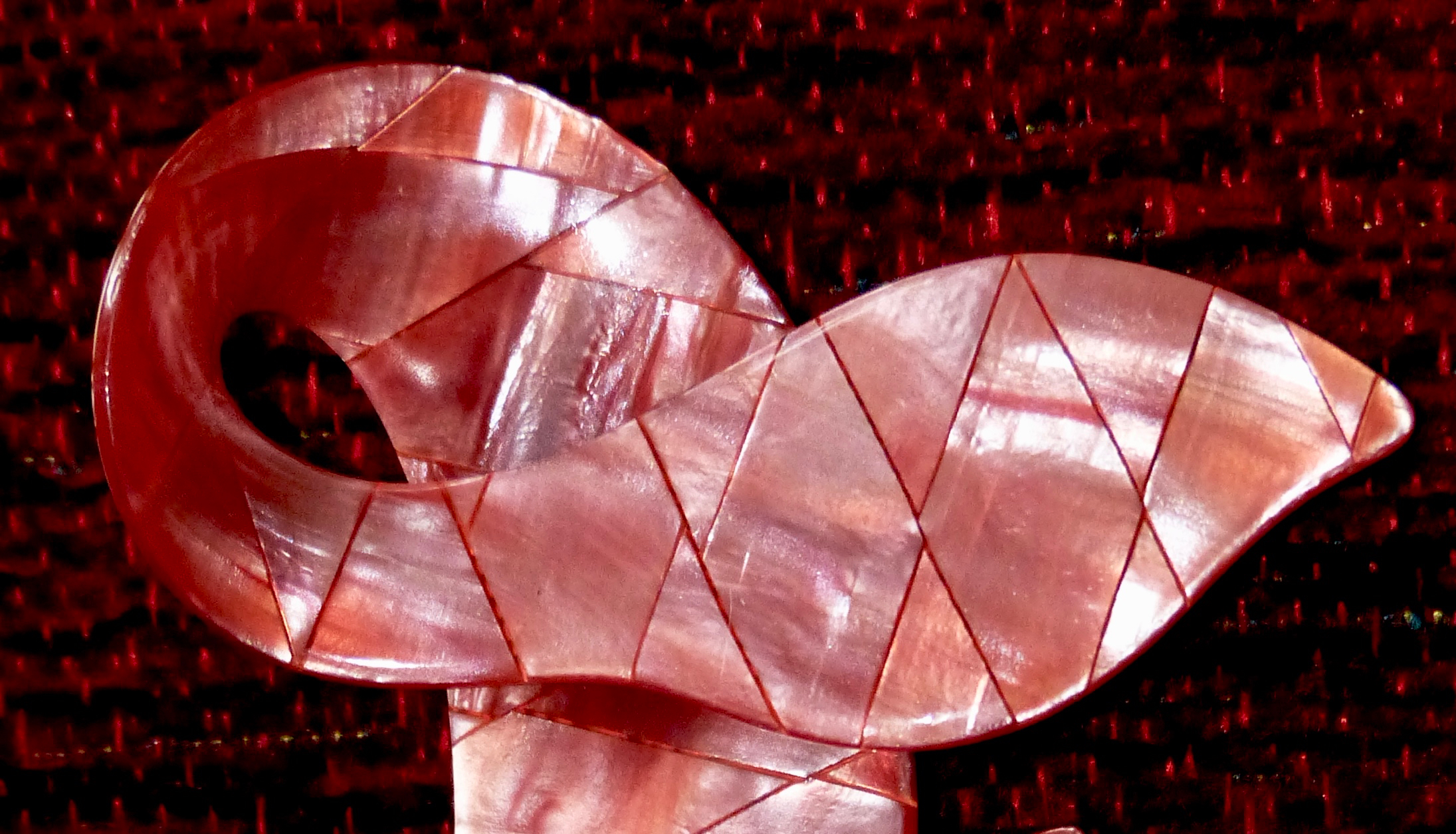
Laminiertes Celluloseacetat für die Rückseite einer Brosche

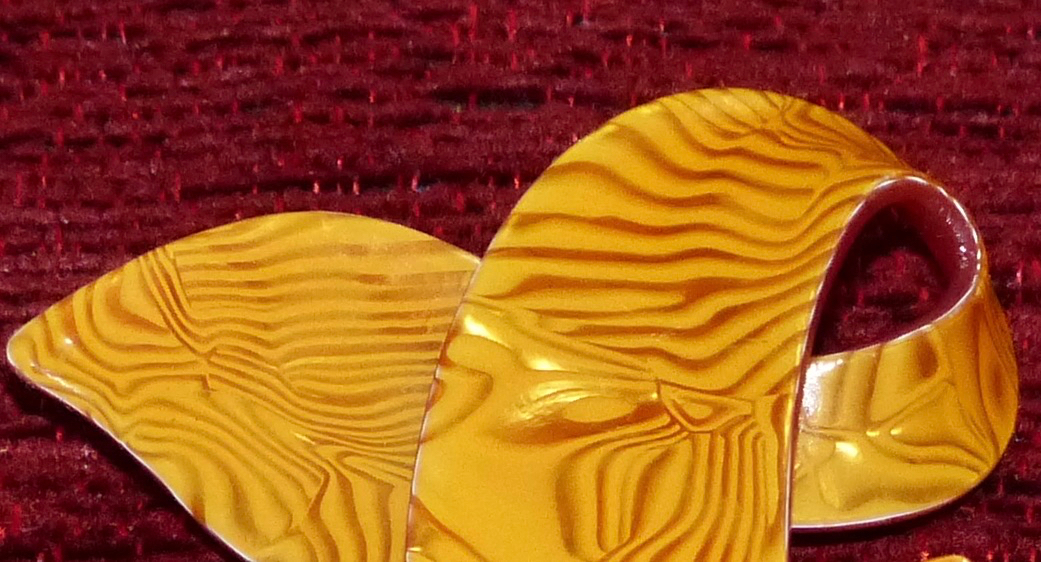
Laminiertes Celluloseacetat für die Vorderseite einer Brosche

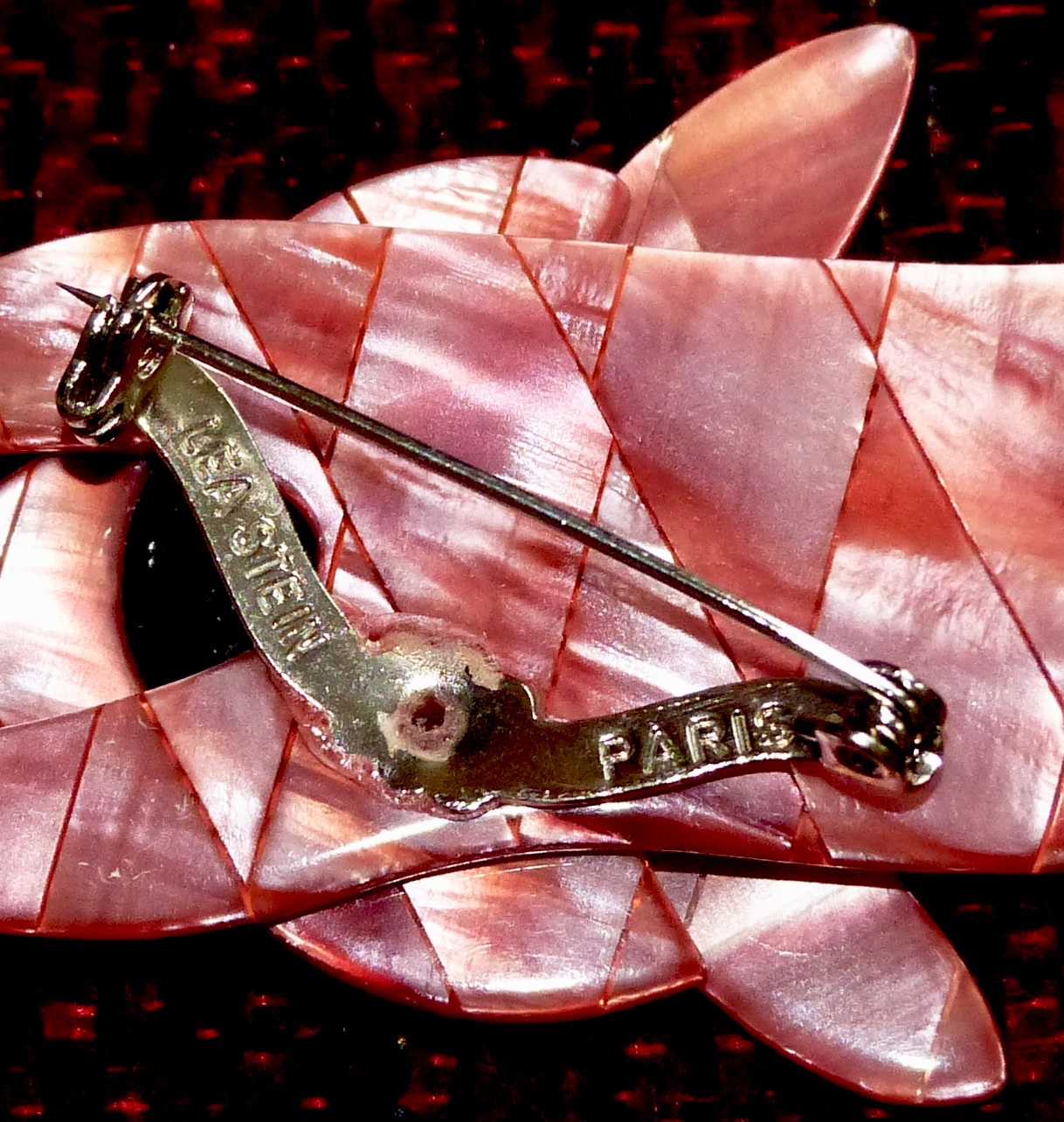
In Kunststoff eingeschmolzene, signierte Anstecknadel des Famous fox pins

Léa Stein entwarf zahlreiche streng geometrische und figürliche Broschen. Dabei existieren von jeder Form unzählige Farbkombinationen, die durch die Lamination farbiger Celluloseacetate entstanden. Der Erfolg – insbesondere der Tierbroschen – begann mit der dreidimensionalen Fuchsbrosche, die bis heute aufgelegt wird. In ihrer frühen Schaffensphase entwarf sie Kunststoffbroschen, die sie mit Serigraphie-Zeichnungen von Frauenköpfen verzierte. Darüber hinaus gestaltete sie Broschen als Hommage an berühmte Persönlichkeiten, wie beispielsweise  Elvis, John Travolta, Josephine Baker, Joan Crawford oder Scarlett O’Hara. Neben Ansteckern von Alltagsgegenständen, wie Schuhe, Hüte, Weihnachtsbäume und Autos fertigte sie auch in den 1970er Jahren eine Kollektion von Kämmen aus bunten Kunststoffen an.
Bei ihren geometrischen Entwürfen ließ sie sich von den Gemälden von Sonia Delaunay und dem Art-déco-Modeschmuck aus Bakelit der späten 1920er und frühen 1930er Jahre inspirieren. Die Schmuckstücke Léa Steins sind auf der v-förmigen Anstecknadel mit dem Schriftzug Lea Stein Paris signiert. Obwohl die einzelnen Entwürfe in Serien zum Teil mehrfach aufgelegt wurden, werden die Broschen aus Kunststoff heute zwischen 80 und 500 Euro gehandelt. Zu den bekanntesten Schmuckentwürfen zählen:
- Famous fox pin (Brosche)
- Tennis lady (Brosche)
- Flapper (Brosche)
- John Travolta (Brosche)
- Elvis (Brosche)
- Joan Crawford (Brosche)
- Josephnie Baker (Brosche)
- Rhana the leaping frog (Brosche)
- Cat Attila (Brosche)
- Gomina sleeping cat (Brosche)
- Bacchus cat face (Brosche)
- Quarrelsome (Brosche)
- Cat with ball (Brosche)
- Ric the terrier (Brosche)
- Ladybird pin (Brosche)
- Carmen  (Brosche)
- Indianerkopf (Brosche)
- Rolls Royce Phantom (Brosche)
- Biene Maya (Brosche)
- Kimdoo dog Scottie Terrier (Brosche)
- Chauffeur boy (Brosche)